# Coppa del mondo di ciclismo su strada 1997
La Coppa del mondo di ciclismo su strada 1997 fu la nona edizione della competizione internazionale della Unione Ciclistica Internazionale. Composta da dieci eventi, si tenne tra il 22 marzo ed il 21 ottobre 1997. Venne vinta dall'italiano della MG Maglificio-Technogym Michele Bartoli.
A differenza dell'edizione 1996, venne esclusa la Japan Cup.

## Calendario
| Data       | Evento                                 | Vincitore        | Squadra                 | Leader della Cl. mondiale |
| ---------- | -------------------------------------- | ---------------- | ----------------------- | ------------------------- |
| 22 marzo   | Milano-Sanremo (1997)                  | Erik Zabel       | Deutsche Telekom        | Erik Zabel                |
| 6 aprile   | Giro delle Fiandre (1997)              | Rolf Sørensen    | Rabobank                | Rolf Sørensen             |
| 13 aprile  | Parigi-Roubaix (1997)                  | Frédéric Guesdon | Française des Jeux      | Rolf Sørensen             |
| 20 aprile  | Liegi-Bastogne-Liegi (1997)            | Michele Bartoli  | MG Maglificio-Technogym | Michele Bartoli           |
| 26 aprile  | Amstel Gold Race (1997)                | Bjarne Riis      | Deutsche Telekom        | Michele Bartoli           |
| 9 agosto   | Clásica San Sebastián (1997)           | Davide Rebellin  | Française des Jeux      | Rolf Sørensen             |
| 17 agosto  | Rochester International Classic (1997) | Andrea Tafi      | Mapei-GB                | Rolf Sørensen             |
| 24 agosto  | Gran Premio di Svizzera (1997)         | Davide Rebellin  | Française des Jeux      | Rolf Sørensen             |
| 5 ottobre  | Parigi-Tours (1997)                    | Andrej Čmil      | Lotto-Mobistar-Isoglass | Rolf Sørensen             |
| 18 ottobre | Giro di Lombardia (1997)               | Laurent Jalabert | ONCE                    | Michele Bartoli           |

## Classifiche
| Pos. | Corridore           | Squadra        | Punti |
| ---- | ------------------- | -------------- | ----- |
| 1    | Michele Bartoli     | MG Maglificio  | 280   |
| 2    | Rolf Sørensen       | Rabobank       | 275   |
| 3    | Andrea Tafi         | Mapei-GB       | 240   |
| 4    | Davide Rebellin     | F. des Jeux    | 238   |
| 5    | Laurent Jalabert    | ONCE           | 214   |
| 6    | Andrej Čmil         | Lotto-Mobistar | 212   |
| 7    | Maximilian Sciandri | F. des Jeux    | 182   |
| 8    | Beat Zberg          | Mercatone Uno  | 140   |
| 9    | Alberto Elli        | Casino         | 120   |
| 10   | Gianluca Bortolami  | Festina-Lotus  | 115   |

| Pos. | Squadra                 | Punti |
| ---- | ----------------------- | ----- |
| 1    | Française des Jeux      | 82    |
| 2    | Mapei-GB                | 57    |
| 3    | TVM-Farm Frites         | 48    |
| 4    | Festina                 | 42    |
| 5    | Rabobank                | 42    |
| 6    | Lotto-Mobistar-Isoglass | 41    |
| 7    | Team Deutsche Telekom   | 40    |
| 8    | Team Polti              | 31    |
| 9    | GAN                     | 26    |
| 10   | Scrigno-Gaerne          | 24    |